# Павлово (Некрасовский район)
Павлово — деревня в Некрасовском районе Ярославской области. Входит в состав сельского поселения Красный Профинтерн.

## География
Находится в восточной части Ярославской области на расстоянии приблизительно 9 км на запад-северо-запад по прямой от административного центра района поселка Некрасовское в левобережной части района.

## История
До 1777 года деревня входила в состав Городского стана Ярославского уезда. В 1678 году в ней было 15 жилых крестьянских двора, в которых проживали 68 человек мужского пола. В то время деревня принадлежала стольнику князю Василию Петровичу Прозоровскому.
С 1777 года — в составе Ярославского уезда Ярославского наместничества, затем Ярославской губернии.
В 1859 году здесь было учтено 19 дворов, в 1898 — 39.

## Население
Численность населения: 173 человека (1859 год), 14 (русские 100 %) в 2002 году, 7 в 2010.